# Place Gilleson
La place Gilleson est une place de Lille, dans le Nord, en France.

## Situation et accès
Située dans le quartier du Vieux-Lille, la cathédrale Notre-Dame-de-la-Treille et son parvis, la place Gilleson, du nom d’un chanoine qui fit construire un ensemble de maisons au XVIIe siècle, sont à l’emplacement de l’ancienne motte castrale de Lille, mentionnée par la charte de 1066 par laquelle le comte Baudouin V de Flandre dote la collégiale Saint-Pierre récemment fondée.
Ce site est au centre du noyau originel de la ville de Lille, à proximité du port primitif de Lille sur la Basse Deûle et du croisement de routes vers Ypres, Gand et Paris. Son histoire au Moyen Âge est cependant assez mal connue.
Sur les plans de la fin du XVIe siècle au XVIIIe siècle, la motte apparaît comme un espace peu construit.
Un ensemble de loisirs, le « cirque », comprenant jardin anglais sur la colline, théâtre, café, bibliothèque, bains, aménagé en 1801, déclina après un engouement éphémère. La butte devenue une friche fut arasée par les ouvriers des ateliers nationaux en 1848.
La cathédrale Notre-Dame-de-la Treille fut édifiée de 1857 à 1999 sur ce terrain acheté par la commission de l’œuvre Notre-Dame de la Treille et Saint-Pierre en 1853.

## Origine du nom
Elle porte le nom de Robert Gilleson qui était chanoine de la collégiale Saint-Pierre.

## Historique

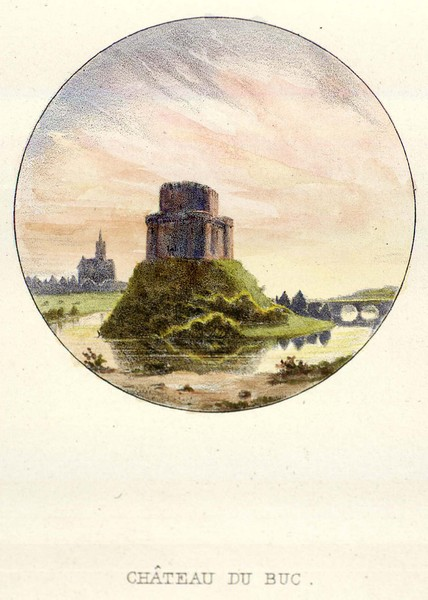
Le légendaire Château du Buc d'après une gravure du XIXe siècle

La légende situe le château du Buc donné à Lydéric en 620 par le roi de France Dagobert à l’issue du duel judiciaire où fut vaincu Phinaert sur cette motte surplombant le port primitif de Lille situé avenue du peuple belge aux environs de l'actuel Palais de Justice. 

Cette colline était un îlot ovale entouré de deux canaux, de 190 mètres de longueur sur 90 sur la plus grande largeur, d’une dizaine de mètres de hauteur avant son arasement en 1848.

En amont, le canal du pont de Weppes (sous l'actuelle rue de Weppes) se divisait sous le pont de Roubaix qui était situé a l'emplacement du débouché de la rue des Trois Mollettes sur l'actuel parvis, en 2 bras, le canal de la Monnaie au nord-ouest, le canal du cirque au sud-est.
Ce pont de Roubaix, très étroit, accessible aux seuls piétons, ne fut élargi pour permettre le passage des voitures qu'en 1836.
Les 2 canaux formant un ovale se rejoignaient dans le canal Saint-Pierre qui passait sous la rue de la Monnaie. Ce canal alimentait par une chute les roues du moulin Saint-Pierre, fermé en 1892, dont il subsiste un mur à côté de l’hospice Comtesse. Le canal Saint-Pierre se déversait dans la Basse Deûle (actuellement avenue du Peuple-belge).
Le canal au nord-est de la Motte (canal Saint-Pierre nommé canal de la Monnaie après 1685) était longé extérieurement par le mur de la première enceinte de Lille. Le nom de la rue des Vieux Murs rappelle cette fortification primitive qui englobait le « castrum » (collégiale Saint-Pierre, château de la Salle et quartier autour de la place aux Oignons jusqu'à la rue d'Angleterre soit environ 10 hectares). Ce mur devenu inutile après la deuxième extension des fortifications jusqu'au forum (aux environs de l'actuelle place du théâtre) en 1145  subsiste cependant au Moyen-Âge et disparait avant le XVIe siècle.
Au sommet de la butte s’élevait un château, siège de l’administration et résidence probable du châtelain, d’où son nom de Motte du châtelain, de Motte châtelaine ou encore de Motte-Madame provenant de Marie de Luxembourg qui porta le titre de châtelaine de Lille pendant son veuvage jusqu’à sa mort en 1546.

D’après l’historien Victor Derode, l’absence de déblais lors de fouilles effectuées en 1844 attesterait de la nature géologique de la butte (non arasée à cette date). Alexandre de Saint-Léger dans l’histoire de Lille de 1942 estime au contraire que la motte serait une création artificielle sans apporter aucun élément probant. En l’absence de texte et de fouilles archéologiques, les historiens postérieurs ne se sont plus prononcés sur ce point.
Les recherches archéologiques (fouilles de caves médiévales, découverte des fondations d'une porte près de la place aux oignons dans l'axe de la rue Pharaon-de-Winter) et l'examen du parcellaire cadastral permettent de supposer une voie primitive au sud de la Motte antérieure à la rue de la Monnaie. Cette voie serait passée approximativement au transept de la cathédrale.
L'existence sur la motte de la résidence du châtelain, représentant du comte, et siège de l'administration, n'est pas contestée ou apparaît au moins probable bien qu' il n'existe aucun document ni élément archéologique concernant cet édifice. 

Ce château aurait été entouré par une muraille circulaire joignant quatre tours aux points cardinaux.

D'après Alain Lottin, beaucoup de médiévistes considèrent qu'un petit château a été établi pour protéger les échanges en ce lieu stratégiques mais le débat et les recherches restent ouverts.

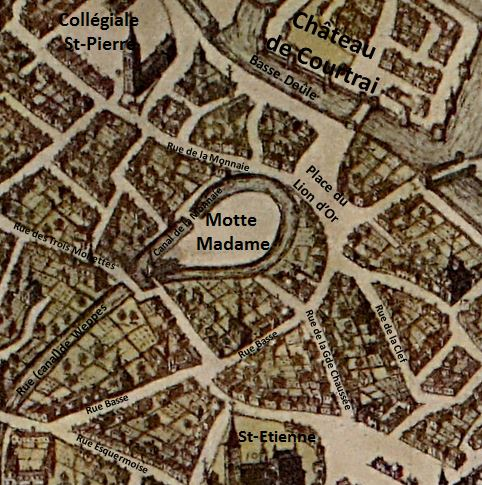
La Motte en 1550 sur le plan de Guillarchin (le plus ancien connu)

L'évolution de ce castel au cours des XIe siècle et XIIe siècle n'est pas connue.
D'après Victor Derode, ce bâtiment n'était plus en 1243 qu'une simple habitation.
Sur le plan de Guillarchin de 1550, le plus ancien connu de la ville de Lille, la Motte figure comme un espace vide de construction.

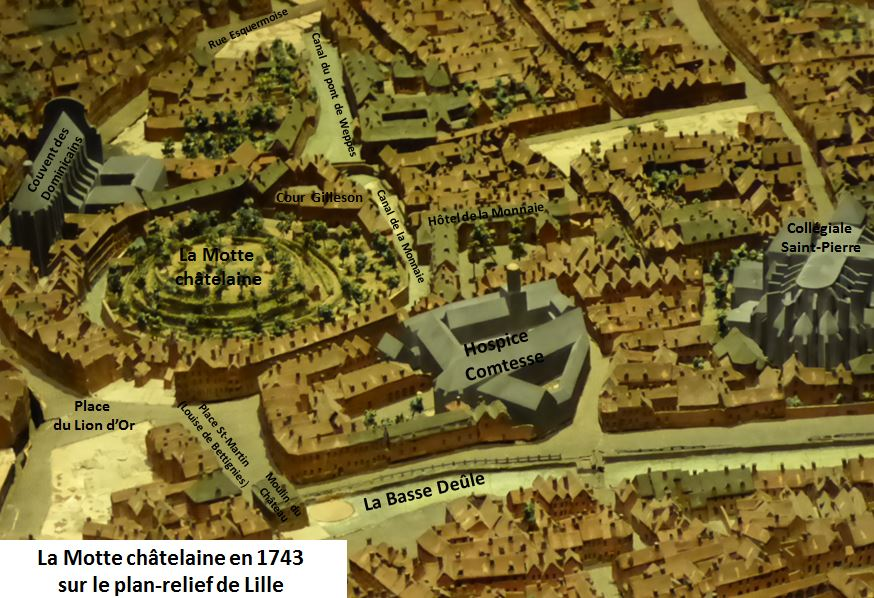
La Motte et son environnement en 1743 sur le plan-relief de Lille

Quatre pavillons carrés furent construits en 1667 aux emplacements des anciennes tours. Ces bâtiments qui figurent sur les plans du XVIIe siècle et début du XVIIIe siècle pourraient être un indice de l'existence de ce castel fortifié primitif.
Au milieu du XVIIIe siècle ces tours avaient disparu.
Le sommet n’était plus occupé à la fin du XVIIIe siècle mais un chanoine de la collégiale Saint-Pierre, Robert Gilleson, avait obtenu en bas de la butte devant l’actuelle cathédrale un terrain où il fit construire au XVIIe siècle des maisons autour d’une cour. Cette cour qui fut détruite après 1930  a donné son nom à la place du parvis.
Le terrain de la motte, fief de la cour de Phalempin fut confisqué par suite des guerres au profit du roi d'Espagne  et devint propriété du roi de France à la conquête de Lille par Louis XIV.
Louis XV en fit donation aux Dominicains qui occupaient le terrain et dont le couvent était situé en bas de la butte à l’angle de la rue Basse et de l’actuelle rue du Cirque,. Ce monastère fut endommagé par les canonnades du siège de 1792 et détruit en 1795

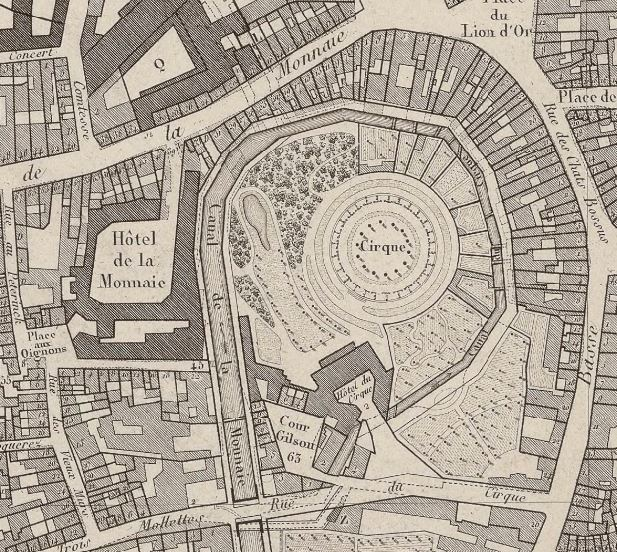
Le cirque sur plan de Lille de 1820

Le terrain, ancienne propriété des Dominicains fut vendu dans les années 1790 comme bien national à un entrepreneur, M. Dussart, qui y créa un vaste établissement de loisirs, le Cirque ouvert le 18 Prairial de l’an IX (mai 1801).
Le cirque comprenait un jardin anglais jusqu’au sommet où une plateforme servait de piste de danse, un petit lac au nord-ouest, un bâtiment en bas de la butte à côté de la cour Gilleson, l’hôtel du cirque qui abritait un théâtre, une bibliothèque, un cabinet littéraire, un établissement de bains, un café. Un service de voitures était proposé à la sortie des bals.

Après un engouement au cours des premières années, cette entreprise périclita et ferma en 1816.

L’hôtel du cirque fut ensuite utilisé par l’Administration des douanes puis démoli en 1848.

Le cirque donna son nom à la rue entre le parvis et la rue Basse et au canal qui longeait l'arrière des maisons de la rue Basse.
Le cirque était devenu une friche sur laquelle le conseil municipal envisageait en 1841 l’aménagement d’une rue.
Victor Derode proposait en 1848 (avant son arasement) d’y aménager l’Hôtel-de-Ville, un jardin botanique, une promenade publique, un obélisque au sommet, en tout cas, de mettre en valeur cet espace historique.
Cet espace libre au cœur historique de Lille fut choisi en 1853 pour l’édification de la nouvelle cathédrale.
Le terrain fut acheté aux héritiers du fondateur du cirque par l'oeuvre de Notre-Dame de la Treille par acte du 29 juillet 1854 sous la signature du Vicaire général du diocèse de Cambrai, Charles-Joseph Bernard.

## Bâtiments remarquables et lieux de mémoire

### Le parvis de Notre-Dame de la Treille duXIXesiècleauXXIesiècle

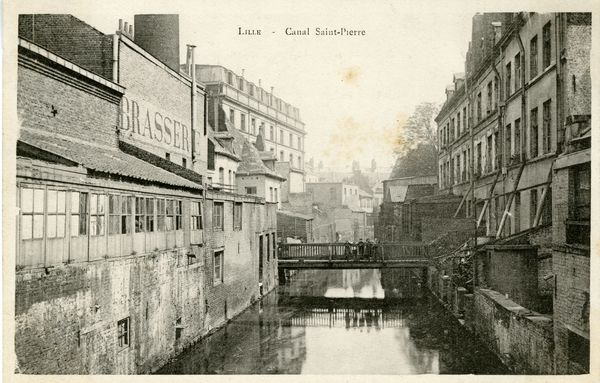
Canal de la Monnaie fin du XIXe siècle vue de l'ancien pont de Roubaix

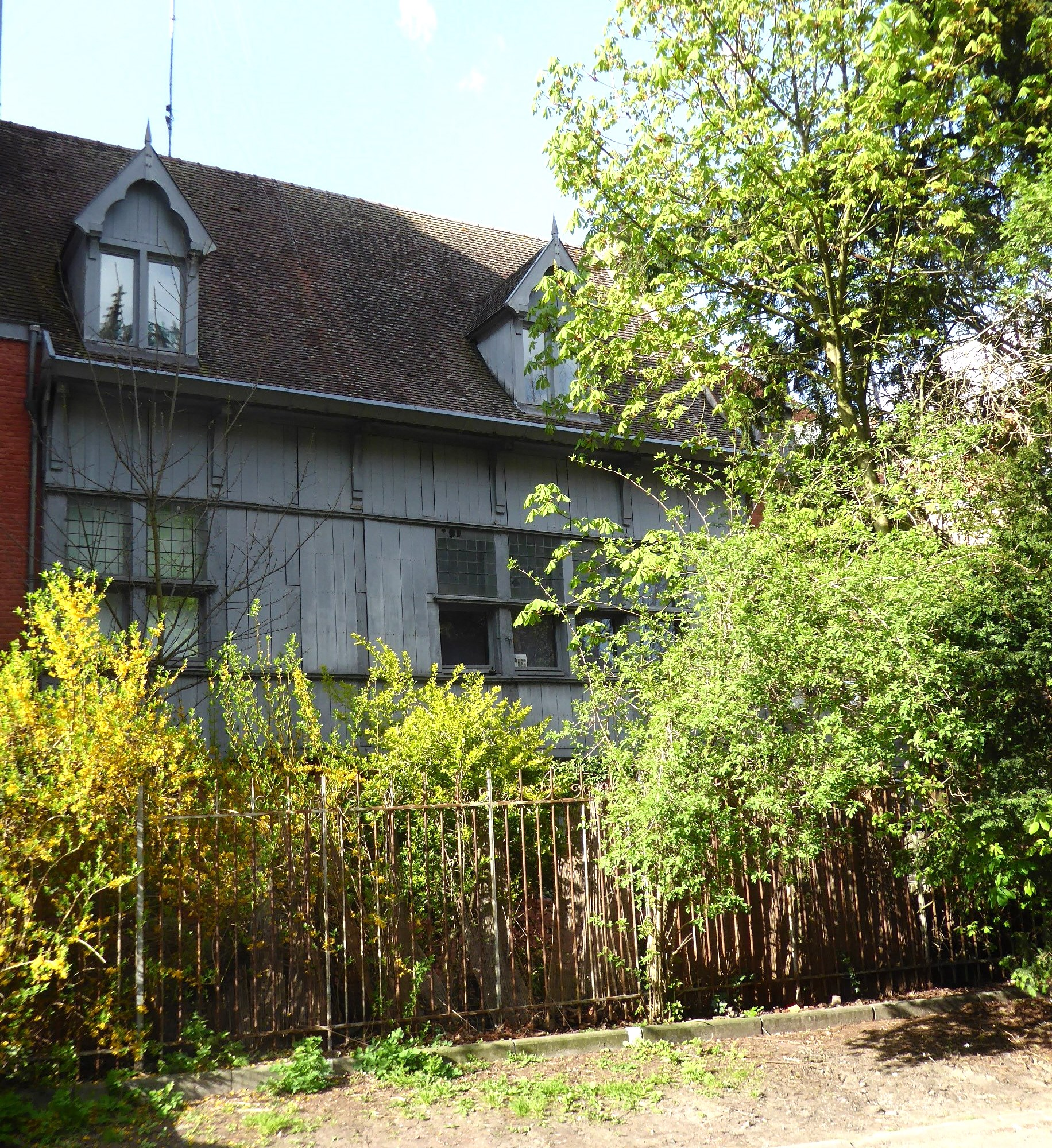
Maison à pans de Bois

Au nord-est, le canal de la Monnaie, également dénommé canal Saint-Pierre prolonge l'ancien canal du pont de Weppes situé sous la rue de Weppes. Le canal de la Monnaie était bordé jusqu’au début du XXe siècle par des constructions, sur la rive gauche entre la rue des Trois-Molettes et la cour à l’eau, une brasserie, une fabrique de papier-carton.
Sur cette rive, au-delà de la cour à l'eau qui était une impasse sur le canal, la maison de l’Apostolat des laïcs a été édifiée en 1867 à l’emplacement de l’ancien Hôtel des Monnaies fermé en 1857. Cet établissement avait été créé en 1685 après la conquête de Lille par Louis XIV. L'emplacement de l'atelier monétaire mentionné dans la Charte de Baudouin VI de 1066 est inconnu. Situé dans le castrum, il était donc proche de la motte. Cet atelier avait disparu sous la période bourguignonne (1384-1667).
Le bâtiment actuel de l'Apostolat des laïcs, dont l'architecte Charles Leroy est celui de la cathédrale, fut un patronage puis un collège catholique ou pensionnat de garçons. Il abrita provisoirement l’Hôtel-de-Ville de Lille de 1916 à 1929 après l’incendie de celui de la place Rihour jusqu’à sa reconstruction dans le quartier Saint-Sauveur à la place de l’ancien square Ruault. Après le déménagement des services municipaux en 1930, il devint la centrale des œuvres. Une aile récente héberge des prêtres retraités.
Sur l’autre rive, les maisons de la cour Gilleson dont les derniers vestiges n’ont disparu qu'après les années 1930 masquaient la vue de la cathédrale. Le canal de la Monnaie fut recouvert en 1922.
Au bord de l'ancien canal, à gauche de l'entrée du passage vers la rue de la Monnaie, une maison à pans de bois est classée Monument historique. Cette maison découverte en 1990 lors d'un chantier est la dernière en bois de la ville à l'intérieur des anciennes fortifications, la construction en pierres ou briques ayant été imposée à partir de 1557. Cette maison à six travées qui date du milieu du XVIe siècle dont la façade principale donne sur la rue de la Monnaie abritait le greffe des eaux et forêts de la Flandre wallonne.
Sur sa partie sud-est, du côté du campanile Saint-Nicolas, le parvis est longé par les façades arrières des maisons de la rue de la Monnaie dont les portes donnent accès à des ponts de bois qui enjambent un fossé à la place de l’ancien canal du Cirque. Ce canal insalubre, l’un des derniers supprimés à l’intérieur de la ville par décision du conseil municipal d’avril 1933 est remplacé par un égout souterrain.
Un axe de circulation à 4 voies, la percée de la Treille qui  aurait relié le boulevard de la Liberté à la gare par la place aux Bleuets, la place Louise de Bettignies, la rue de Weppes et la rue Thiers aurait longé la cathédrale côté du campanile. Ce projet des années 1970 s'est heurté à une forte opposition associative, particulièrement celle de Renaissance du Lille Ancien. Ce projet a été abandonné par le Maire de Lille Pierre Mauroy en 1985,
Par la suite, un projet de construction d'un immeuble sur le parvis a également été abandonné à la suite des actions (manifestations festives, pétitions, recours juridiques) de l'association Sauvegarde et préservation de l'îlot de la Treille.
Les façades du sud-est au bord de l'ancien canal du cirque autrefois noires et délabrées ont été mises en valeur.
Le parvis dégagé des anciennes constructions, entouré accessible principalement par des voies piétonnes, rue de Weppes vers la rue Esquermoise, passage Notre-Dame de la Treille vers la rue de la Monnaie, ou à circulation limitée (rue des Trois-Mollettes, rue Bartholomé-Masurel et rue du Cirque) est devenu une agréable promenade avec une pelouse autour du campanile.

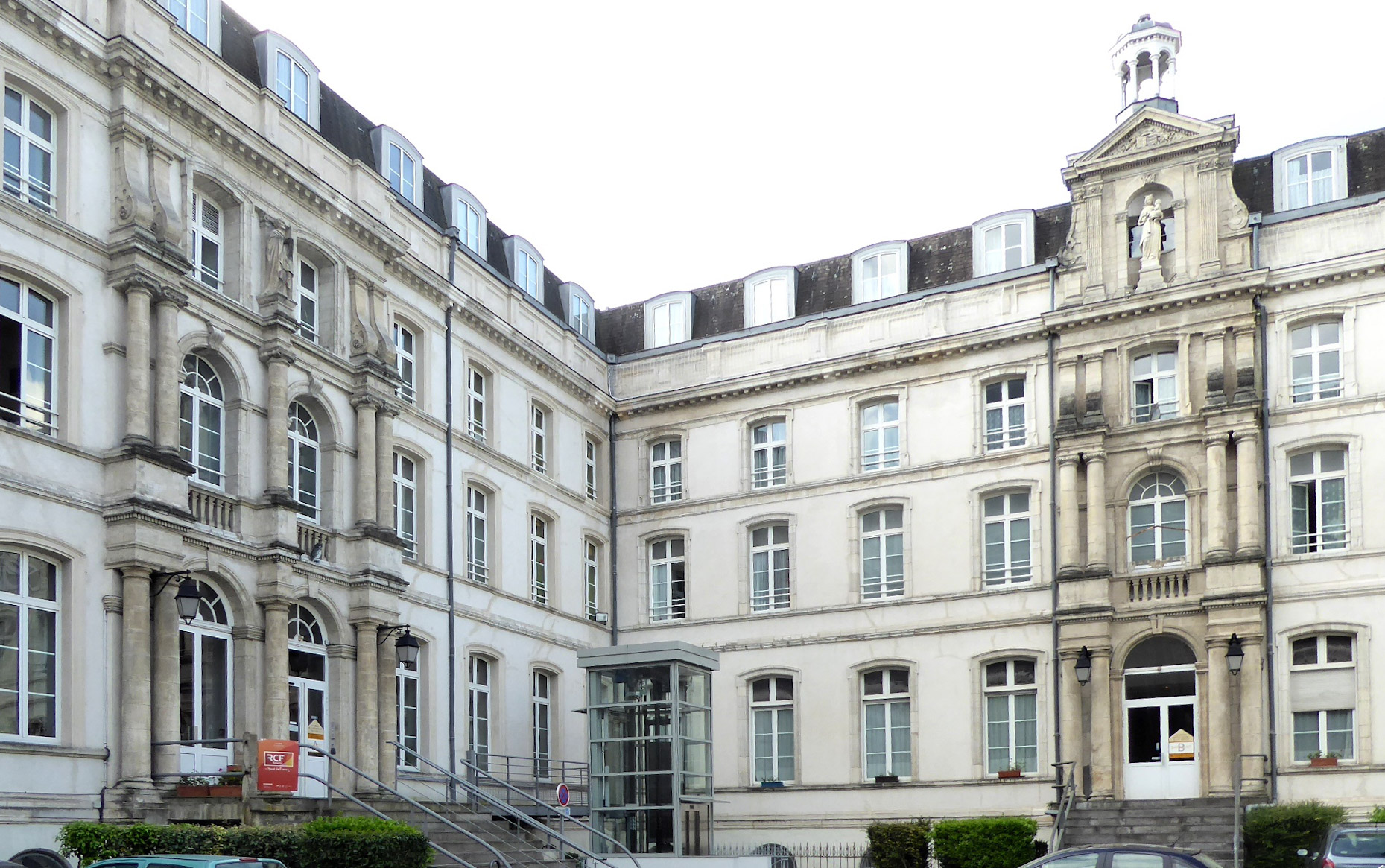
Maison de l'apostolat des laïcs
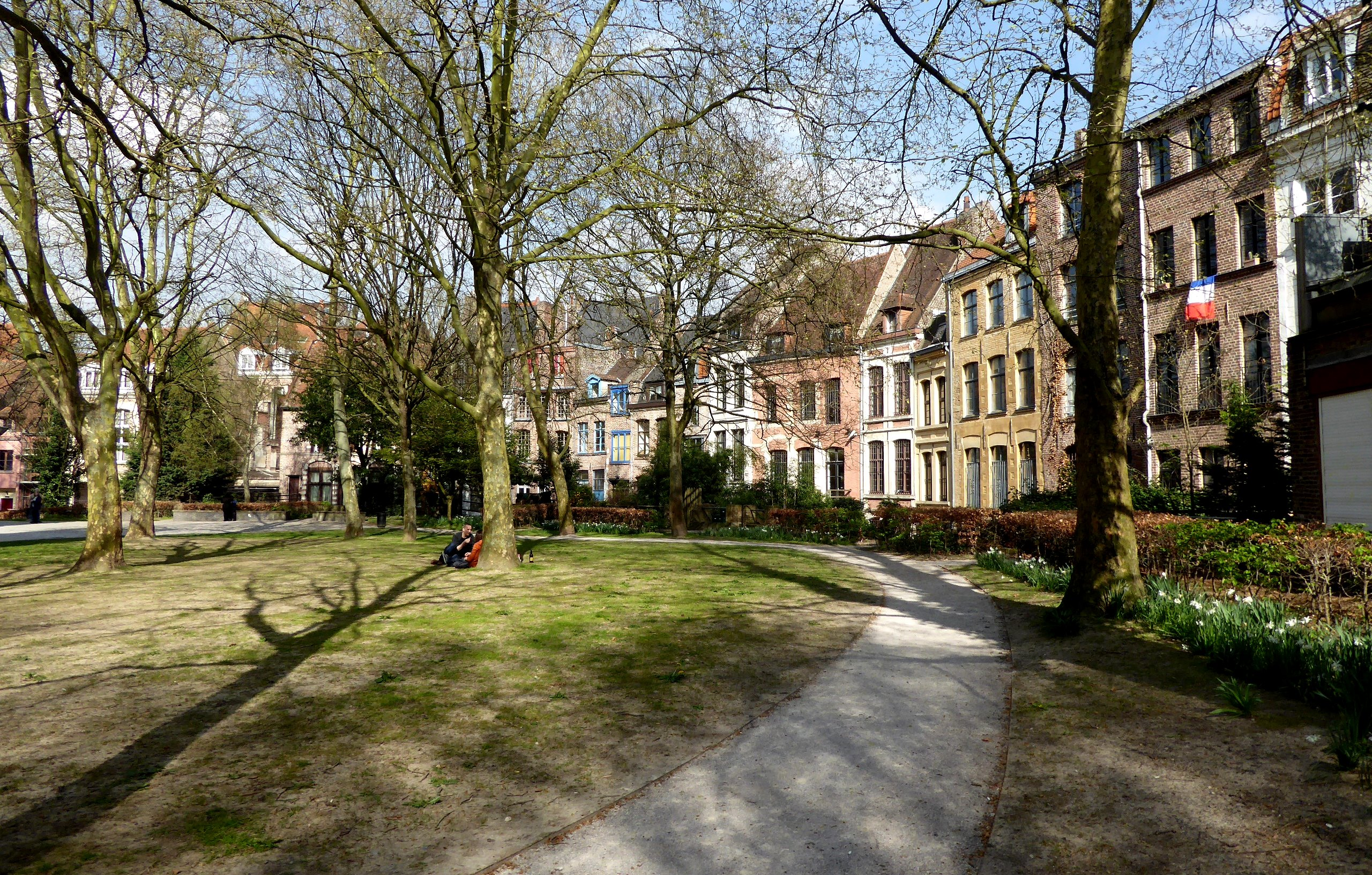
Parvis de la Treille
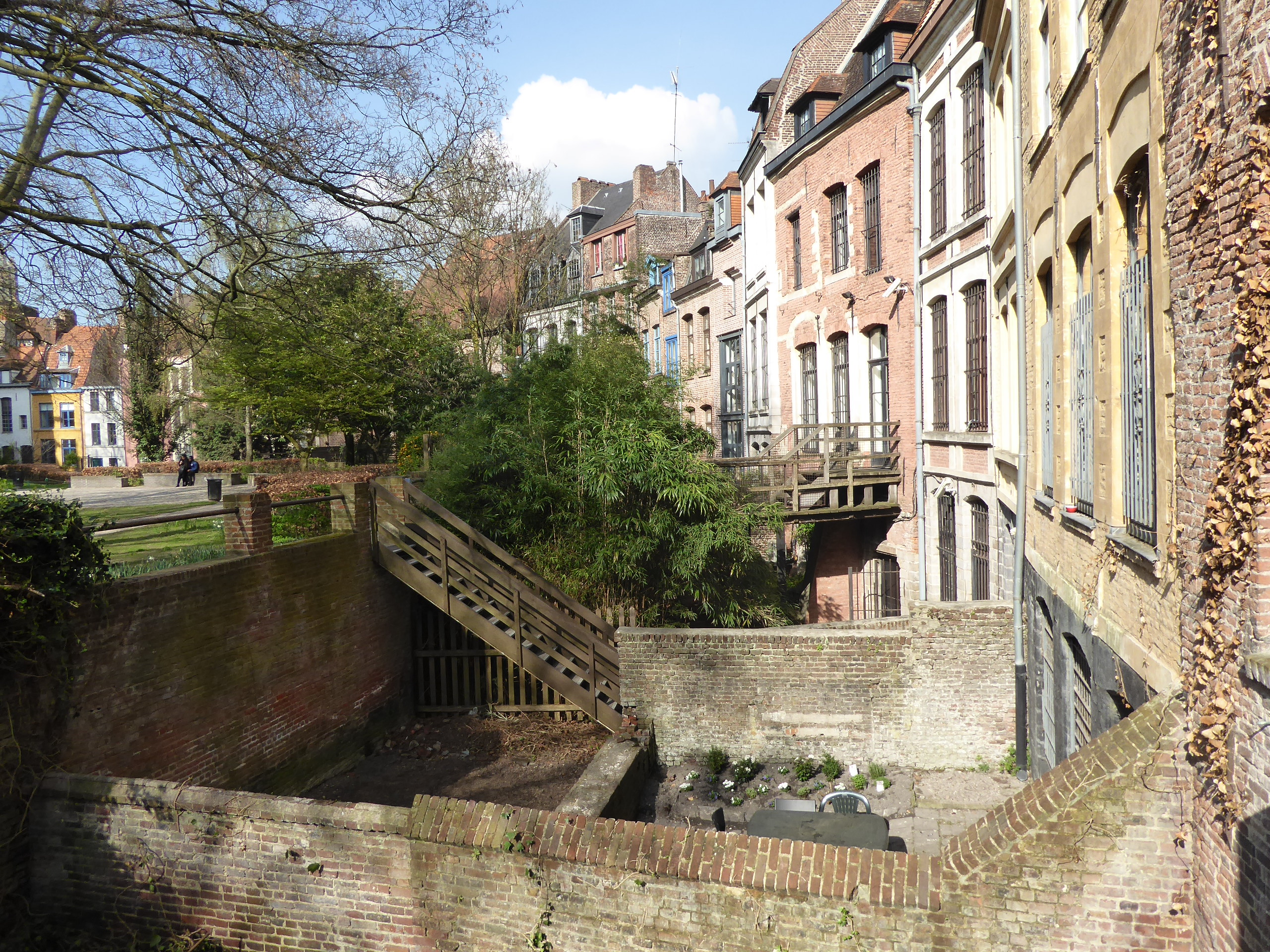
Ancien canal du cirque
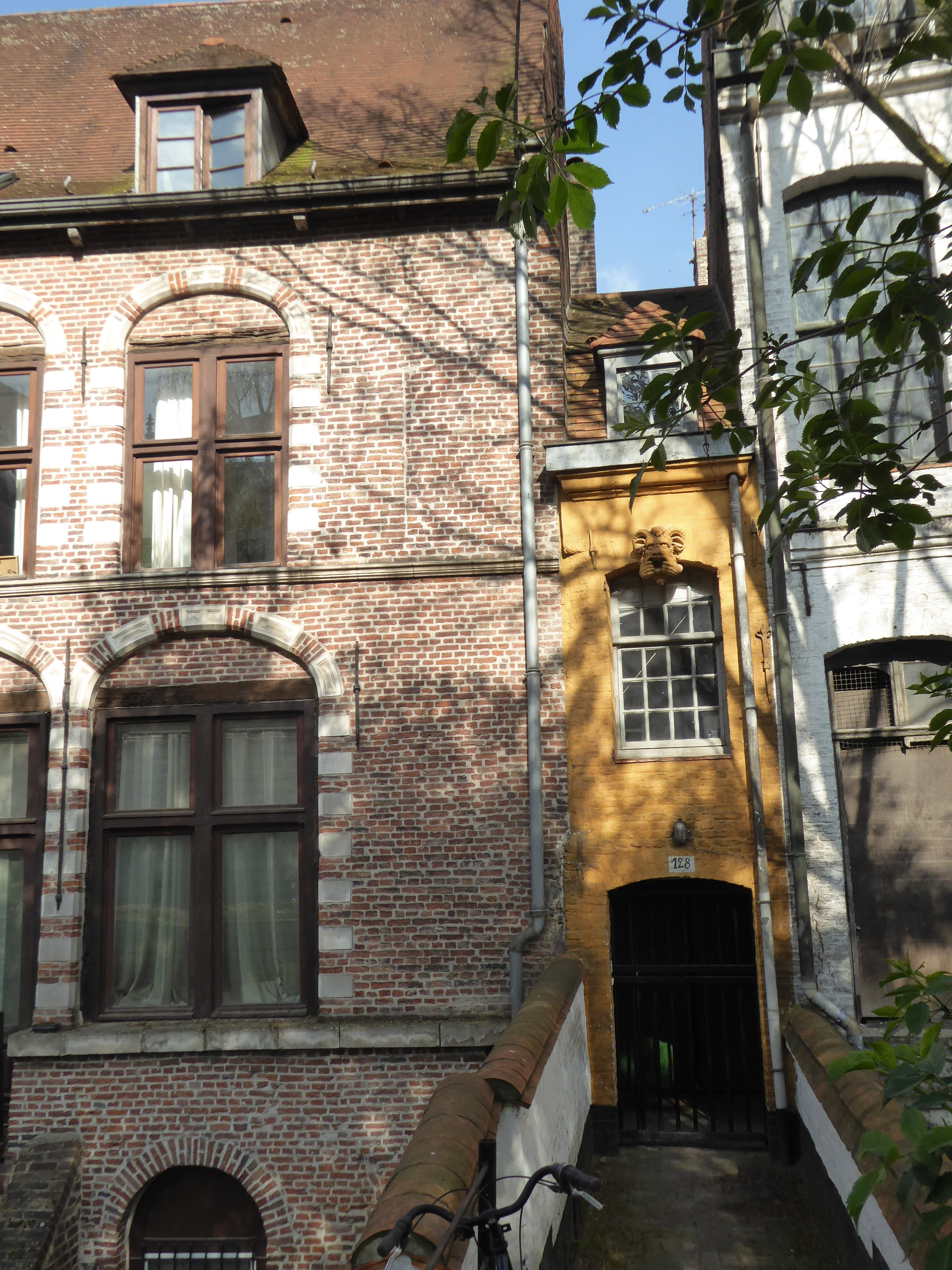
Maison étroite canal du cirque